# Кардасијанци
Кардасијанци су, у универзуму Звезданих стаза, раса хуманоида пореклом из Алфа Квадранта. Њихов родни свет је Кардасија Прајм, истовремено и престонички свет Кардасијанске Уније.

## Физиологија
Кардасијанци су еволуирали од гмизаваца, што објашњава њихове крљушасте вратове и лица. Споља, Кардасијанце је лако препознати по дебелом, окошталом врату прекривеном крљуштима, по лицу које је сивље боје него људско и на чијем се челу налази израслина у облику кашике, што им често доноси увредљиви надимак кашикоглави.
Кардасијанци преферирају топлије, тамније и влажније услове живота него људи, што је такође последица њихове еволуције. Сви Кардасијанци имају 4 секундарне кичмене мождине.

## Друштво
Кардасијанци, насупрот својој милитаристичкој политици, цене изнад свега породицу. Није ретка слика да неколико генерација живи под истим кровом. Старији се цене и поштују.
Деца одлазе у школу врло млада и тамо их тренирају у многим вештинама сем обичног знања. Један од уобичајених програма је сакривање мисли и њихово потискивање у дубље слојеве свести. Још одмалена Кардасијанце уче фотографском памћењу.
Млечни зуб детета се вади чим оно досегне десету годину и он иде у Биро за идентификацију који је централна база података у Кардасијанској Унији.
Кардасијанско друштво је веома круто и конзервативно, са врло тешким ставовима, који се скоро никада не поклапају са људским вредностима које пропагира Федерација. На пример, судство; сви окривљени се сматрају кривима. Прво се доноси пресуда па тек онда следи суђење, на коме се окривљеном обезбеђује „адвокат“ који се на кардасијанском зове Нестор који га током суђења саветује (углавном да се покаје). Сва суђења су јавна, са преносима уживо да би Кардасијански народ могао да гледа како „правда увек тријумфује“.

## Влада
Кардасијанском Унијом је годинама владао Детапа концил, али је Кардасијанска Централна Команда преузела власт узурпацијом и постала једина легална власт. КЦК је управљала уз помоћ Обсидијанског реда, полутајне организације која се служила свим средствима да КЦК опстане. Међутим када је Обсидијански Ред заједно са Тал Шиаром, ромуланском тајном службом организовао напад на родни свет Оснивача и у том покушају претрпео неуспех, Детапа Концил је на кратко поново преузео власт, све док Гал Дукат није предао Кардасијанску Унију Доминиону.
После пада Доминиона власт у Кардасијанској Унији је поново преузео Детапа концил.